# Lilis Suryani
Lilis Surjani, o  Lilis Suryani (n. 22 de agosto de 1948-7 de octubre del 2007, Yakarta) fue una actriz y cantante indonesia, conocida sobre todo por su primer álbum de 1965 titulado Gang Kelinci, donde una de sus canciones, la de mismo título, provocó controversia pues estaba dedicada y dirigida al presidente indonesio, Sukarno, por poner fin a un período de democracia y su sustitución por un sistema totalitario y la explotación económica.

## Biografía
Suryani nació en Yakarta el 22 de agosto de 1948. Siendo aún joven, demostró su vocación por la música, siempre buscaba la oportunidad para cantar realizando actuaciones.
Entró a la industria musical a la edad de 15 años, cuando firmó un contrato con el sello IRAMA Records.  Este estudio tuvo que realizar sus contactos en un canal de televisión estatal de la red TVRI, con ellos promocionó sus primeros temas musicales, como «Cai Kopi» y «Di Kala Malam Tiba», los cuales tuvieron gran éxito. Más adelante lanzó algunas canciones con los sellos Bali Studios y Remaco.
Suryani fue enviada a la primera línea de la confrontación malayo-indonesia, para entretener a las tropas en 1964; algunos años antes había visitado al país vecino para llevar a cabo una celebración por el día de la independencia. Ese año también hizo su debut en el cine, en la película Diambang Fajar (‘En el umbral de la Aurora’). A mediados de la década de los años 1960, Suryani grabó numerosas canciones patrióticas, incluyendo «Tiga Malam» y «Pergi Berjuang» . En 1965 lanzó su álbum titulado Gang Kelinci. La canción del título, «Gang Kelinci», fue escrito por Titiek Puspa y se ha convertido en la obra más reconocida de Suryani. En 1966 y 1967 actuó en otras dos películas, Bunga Putih (‘Flor Blanca’, 1966) y Mahkota (‘Corona’, 1967).
Falleció el 7 de octubre del 2007, debido a un cáncer de útero. Su esposo ya había fallecido varios años antes.

## Estrenos
Para 1982 Suryani había publicado más de 500 canciones en una veintena de álbumes. [3] Su canción "Gang Kelinci" fue seleccionada como el mejor tema musical y de todos los tiempos por la revista "Rolling Stone Indonesia". Ha estado relacionada por otros cantantes, como Gita Gutawa, Meliana Pancarani y Silver Quint.